# Jiskairumoko
Jiskairumoko (localement Jisk'a Iru Muqu, également orthographié Jisk'airumoko) est un petit site archéologique précolombien situé dans le district de Llave, département de Puno, province de Puno à  54 km au sud-est de Puno au Pérou.
En Aymara, "Jisk'a Iru Muqu" est composé de 3 mots : De "jisk'a" = petit, de "iru" une espèce d'herbe (Festuca orthophylla) et de "muqu" = nœud du roseau.
Le site se trouve dans la cordillère des Andes à une altitude de 4 115 m, sur le territoire de la communauté Aymara de Jachacachi, sur la rive de la rivière Llave qui alimente le lac Titicaca.
L'occupation de Jiskairumoko s'étend sur environ 1 800 ans, de la fin de la "période archaïque" (vers 3400 av. J.-C.) jusqu'au stade dit "formatif" péruvien (vers 1600 av. J.-C.).

## Histoire

### Découvertes
Le site a été officiellement enregistré pour la première fois par l'américain Mark Aldenderfer (en) en 1994, lors d'un relevé pédestre de la rivière Llave qui alimente le lac Titicaca. Les premières fouilles sur le site ont été effectuées en 1995.
Jiskairumoko est le premier site archaïque à ciel ouvert fouillé dans le bassin du lac Titicaca. Sous la direction d'Aldenderfer, une équipe de l'Université de Californie à Santa Barbara, comprenant Nathan Craig et Nicholas Tripcevich, a mené des fouilles supplémentaires sur le site pendant les hivers australs de 1999 à 2004. Des méthodes de système d'information géographique (SIG) sur le terrain ont été utilisées pour enregistrer les surfaces explorées.
Jiskairumoko joue un rôle important dans la compréhension de l'histoire précolombienne du Pérou andin pour plusieurs raisons :
- l'apparition d'une orfèvrerie primitive ;
- une transition entre deux architectures d'habitation ;
- des variations de l'organisation interne des structures d'habitation ;
- des espaces rituels intégrés dans les zones domestiques des habitations ;
- la mise en place de routes commerciales sur de longues distances.

### Les plus anciens artéfacts en or
Neuf perles d'or ont été trouvées dans la tombe d'un adulte et d'un juvénile enterrés à côté d'une fosse de la période archaïque terminale.
Les archéologues de l'Université de l'Arizona à Tuscon à l'origine de cette trouvaille ont pu, grâce au charbon de bois récupéré sur le lieu de l'inhumation, dater les perles d'or de 2155–1936 av. J.-C., ce qui en fait les premiers artéfacts en or connus dans les Amériques.
L'inhumation du défunt avec de tels bijoux indique la richesse et le prestige de son propriétaire.
C'est un objet soigneusement conçu avec une bonne finition. Les fines feuilles d'or ont été individuellement travaillées avec soin, puis roulées, probablement autour d'un objet cylindrique en bois, expliquent les archéologues.
Ce qui rend la découverte unique est le fait qu'elle a été trouvée dans un site occupé par une population de chasseurs-cueilleurs alors que généralement les objets en or sont liés à des villages à structure sédentaire et possédant un surplus de ressources alimentaires. Ce fait pourrait conduire à penser que l'utilisation d'ornements en or est antérieure à l'apparition de sociétés structurées complexes dans les Andes.

Cette découverte renforce le concept que le travail des métaux a été développé à partir de plusieurs technologies indépendantes axées sur les matériaux natifs.

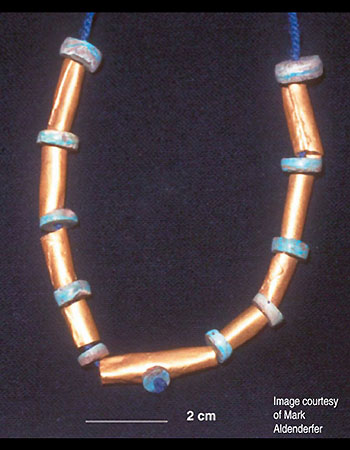
Collier en or trouvé de Jiskairumoko.

### Une architecture transitoire
L'architecture domestique exposée lors des fouilles est la première preuve de tentatives d'urbanisation dans la région et des évolutions de l'architecture.
Trois types d'habitations ont été mis au jour lors de l'excavation, une structure semi-souterraine et deux structures hors sol.
Vingt-cinq datations au radiocarbone montrent que les habitations souterraines ont été mises en place très tôt (environ 3200 av. J.-C.), que les structures semi-enterrées sont intermédiaires et que les structures sur sol de terre battue sont plus tardives (1400 av. J.-C.).
Cette évolution dans les structures résidentielles de maisons mitoyennes est un autre exemple d'une transition architecturale classique observée dans de nombreuses régions du monde.

### Organisation de l'espace
Les modèles de parenté génétique et de partage des ressources sont des variables importantes pour comprendre la structure sociale d'un village,,,,. L'espacement entre les structures d'habitation et l'organisation de l'espace au sein des habitations ont servi de relais pour répondre à ces questions sociales.
La recherche ethnoarchéologique montre que à mesure que l'espace entre les structures augmente, il y a une diminution du niveau de parenté génétique, et évolution du partage entre les occupants des structures,,. L'emplacement de petites installations de stockage dans les maisons suggère que la distribution des ressources a lieu au niveau des ménages, tandis que les grandes installations de stockage extérieures (colca) impliquent que la distribution des ressources est gérée par une figure d'autorité.
| Type de structure    | Surface (m²) | Périmètre (m) | Profondeur/ Épaisseur (cm) | Stockage Intérieur (litre) | Stockage Externe (litre) |
| -------------------- | ------------ | ------------- | -------------------------- | -------------------------- | ------------------------ |
| Caveau 1             | 13.20        | 12.92         | 0.41                       | 420                        | 80                       |
| Caveau 1 (extérieur) | 18.69        | 14.56         | 0.16                       | –                          | -                        |
| Caveau 2             | 8.47         | 11            | 0.18                       | –                          | 860                      |
| Caveau 3             | 5.21         | 7.92          | 0.32                       | 130                        | 510                      |
| Semi-enterrée 1      | 15.18        | 14.76         | 0.25                       | 180                        | 1400                     |
| Rectangulaire 1      | 9.85         | 12.95         | 0.1                        | –                          | -                        |
| Rectangulaire 2      | 22.96        | 20.66         | 0.15-0.2                   | –                          | -                        |

Les explorateurs de Jiskairumoko ont défini trois types de structures dont chacune présentait des différences dans l'espacement avec une structure similaire, dans l'organisation interne de l'espace et dans les espaces de stockage des denrées alimentaires. Ces variations impliquent que des changements dans les relations sociales sont apparus pendant la durée de l'occupation du site.
- Les abris enterrés n°1 à 3 étaient les plus proches, ce qui implique une « relation élevée » entre les occupants de la structure. Ces cavités contenaient tous de petites mais nombreuses alcôves internes. Celles-ci ont été interprétées comme des installations de stockage (vivres, boissons). Ces nombreuses petites alcôves suggèrent que les quantités étaient limitées et que la distribution des ressources était une affaire de ménage qui n'était pas négociée par un individu ayant une autorité supra-ménagère, comme un chef. Aucune de ces habitations mitoyennes ne contenait de grosses pierres (en anglais kitchen rock) utilisées pour poser des récipients ou servir de plan de travail pour cuisiner[3].

- Les structures semi-souterraines, par contre, étaient beaucoup plus espacées ce qui suggère une baisse du niveau de lien génétique entre les occupants de la structure et indique que le partage entre les occupants a également diminué. Le stockage dans les niveaux les plus profonds de la structure semi-souterraine 1 était composé d'une seule grande fosse dans le sol. Dans un premier temps ces maisons ne disposaient pas de kitchen rock. Ces dalles utilitaires ne sont apparues que pendant les occupations ultérieures de ces huttes semi-souterraines.

- Les habitations rectangulaires étaient plus espacées que les abris enterrés ou semi-enterrés. Aucun espace de stockage interne reconnaissable n'y a été trouvé, ce qui implique que le stockage était pratiqué sous une forme qui ne laissait pas de signature archéologique reconnaissable, ou bien que tout le stock était extérieur. Les deux structures rectangulaires contenaient des kitchen rocks.

Dans le village archaïque de Jiskairumoko, il semble donc qu'au fil du temps, la parenté et le partage ont diminué. Le stockage semble être devenu plus centralisé au sein des structures et l'utilisation de fosses de stockage internes a finalement été abandonnée. À peu près à la même époque, les occupants ont commencé à utiliser des kitchen rocks, ce qui suggère que les activités de cuisine ont pris une plus grande importance dans l'architecture résidentielle.

### Pratiques rituelles
Dans le sens utilisé par le sociologue Émile Durkheim (1858-1917), les résidents de Jiskairumoko à cette époque, vivaient selon un modèle culturel « simple » (ce qui ne signifie pas qu'ils étaient simples), c'est-à-dire que les composantes de leur culture (pratiques économiques, structures politiques, pratiques spirituelles) étaient profondément enracinées, plutôt que fortement différenciées. À Jiskairumoko, le plus ancien abri souterrain qui a été daté au radiocarbone de 3200 av. J.-C., semble avoir servi de lieu de préparation funéraire rituelle. La preuve en est le traitement thermique appliqué à l'argile pour l'utiliser comme pigment minéral ocre.
Alors que des rituels funéraires semblent avoir eu lieu dans cette plus ancienne maison du site, des activités domestiques régulières y étaient également effectuées. Par conséquent, les activités rituelles et domestiques étaient alors intégrées spatialement dans la même architecture.
Au cours des périodes ultérieures de l'histoire andine précolombienne, les cultures sont devenues beaucoup plus complexes et les pratiques rituelles - et les lieux de ces pratiques -  se sont alors généralement séparés des structures domestiques.

### Les routes "commerciales"
Les fouilles de Jiskairumoko ont permis de récupérer soixante-huit outils d'obsidienne, ce qui constitue la plus grande quantité d'artéfacts en obsidienne de la période archaïque andine.
Ces découvertes ont été examinées par spectrométrie de fluorescence des rayons X au laboratoire XRF de l'Université de Californie à Berkeley et au laboratoire d'archéométrie du réacteur de recherche de l'Université du Missouri.
Ces examens ont conclu que 66 de ces artéfacts peuvent être attribués à la mine d'obsidienne de Chivay et les deux autres à la source d'obsidienne d'Alca qui sont toutes deux situées dans la région d'Arequipa. La source d'obsidienne de Chivay est liée au canyon de Colca et la source d'obsidienne d'Alca est située dans celui de Cotahuasi. Ces 2 sites étant distants de plus de 200 km à vol d'oiseau de Jiskairumoko, les artéfacts prouvent que les habitants avaient mis en place des échanges avec d'autres cultures sur de longues distances.

### Archéobotanique
Des restes de pommes de terre et de haricots ont été identifiés à partir de grains d'amidon récupérés sur des outils de broyage trouvés sur le site.